# No Surrender MC
No Surrender MC was een motorclub met thuisbasis in Nederland. No Surrender werd in februari 2013 opgericht door Klaas Otto, voormalig bestuurder van Satudarah MC, en wordt door onder meer de nationale politie aangemerkt als een 1%MC. De motorclub zou zijn opgericht uit onvrede met het beleid van Satudarah MC. Een aantal leden van het voormalige Satudarah-chapter Ciganos en enkele oud-leden van de Hells Angels waren verder betrokken bij de oprichting. Willem Holleeder was vicepresident van de afdeling in Amsterdam tot april 2013. Sergeant-at-arms (ordehandhaver) van dezelfde afdeling was Dick Vrij. President was Willem van Boxtel.
In januari 2014 werd bekendgemaakt dat Henk Kuipers, voormalig leider van Satudarah MC, samen met zo'n 25 andere leden en 50 supportleden was overgestapt naar No Surrender. De reden hiervoor was niet geheel duidelijk.
Oprichter en voorman Klaas Otto bekleedde de functie van "generaal". In die functie stond hij aan het hoofd van het nationale bestuur van de motorclub. Die raad bestuurt de verschillende "chapters" (afdelingen) van de club. Otto verliet de club in maart 2015,  omdat hij met de politie wilde praten, iets dat volgens de clubregels ten strengste verboden is. Hij was kort daarvoor in het Belgische Poppel in zijn nek geschoten door een zakenrelatie. Otto keerde in juni 2015 weer terug in de functie van "generaal". In februari 2016 verliet hij definitief de club. De in 2014 overgestapte Henk Kuipers was een van de drie "World Captains" en werd gezien als nieuwe voorman en opvolger van Klaas Otto.
Op 13 januari 2017 werd door de politie een inval gedaan bij het clubhuis van de chapter in Emmen. Volgens justitie werd er vanuit het clubhuis gehandeld in hard- en softdrugs. Sindsdien is de motorclub verhuisd naar net over de grens van Duitsland, te Meppen.
In juli 2018 stapte Kuipers, samen met ongeveer 40 leden, op. In een reactie liet de club weten: "Vanaf heden hebben wij besloten afstand te nemen van Henk Kuipers en de met hem nu vertrokken nationals. Dit besluit is genomen omdat wij ons wensen te distantiëren van zijn beleid. Niemand verlaat de club in bad standing. Dit is een wederzijds besluit."
Op 7 juni 2019 werd de motorclub door de Nederlandse rechter verboden. Volgens de rechtbank in Assen is de motorclub een gevaar voor de openbare orde. No Surrender had in Nederland op dat moment 900 leden en dertig chapters.